# 72000 (số)
72000 (bảy mươi hai nghìn) là một số tự nhiên ngay sau 71999 và ngay trước 72001.